# Узлесье (Ровненская область)
Узлесье (укр. Узлісся) — село, входит в Бережковский сельский совет Дубровицкого района Ровненской области Украины.
Население по переписи 2001 года составляло 334 человека. Почтовый индекс — 34145. Телефонный код — 3658. Код КОАТУУ — 5621880403.

## Местный совет
34160, Ровненская обл., Дубровицкий р-н, с. Бережки, ул. Михаила Коеты, 64/1.